# Louis Auguste Bertrand
Pour les articles homonymes, voir Louis Bertrand et Bertrand.
Louis Auguste Bertrand (Roquevaire, Bouches-du-Rhône, 1808 - Salt Lake City, États-Unis, 1875), de son vrai nom Jean-François Élie Flandin, communiste icarien et rédacteur au journal socialiste Le Populaire, fut l'un des premiers Français à devenir membre de l'Église de Jésus-Christ des saints des derniers jours et à faire partie des pionniers mormons qui émigrèrent jusqu'au Grand Lac Salé, dans les montagnes Rocheuses, où fut construite la ville de Salt Lake City. Quatre ans plus tard, il revint en France présider la mission française de l'Église. C'est au cours de son séjour comme président de mission qu'il rédigea ses Mémoires d'un mormon (Pierre-Jules Hetzel, éditeur, Paris, 1862). 

## Biographie

### Enfance
Louis Bertrand passe son enfance à Roquevaire, près de Marseille. Son père, croyant deviner en lui une vocation ecclésiastique, lui fait faire des études sous la direction du père jésuite Loriquet, qui l'initiera au grec et au latin, probablement à Marseille ou Aix. Mais bientôt cette vocation donne des signes non équivoques d’indépendance, et l’amour des lointains voyages le fait quitter de bonne heure le toit paternel.

### Voyages lointains
Dès l’âge de vingt ans, Louis Bertrand a déjà parcouru toutes les contrées du pourtour méditerranéen et part pour les Antilles où il réside dans plusieurs îles. De là, il se rend aux États-Unis où il passe sept ans. Il raconte : « Ce séjour m'initia au mécanisme politique de l’œuvre de Washington, aux tendances sociales des fils des premiers colons, à la pratique de la liberté la plus absolue et aux gigantesques progrès de la race anglo-saxonne sur ce nouvel hémisphère ». Il réside ensuite plus d'un an au Brésil où, à Rio, il assiste au couronnement de l'empereur Don Pedro II. À propos de l'Amérique latine, il fait ce commentaire : « Dans ma pensée, l’inépuisable fécondité du sol et l’extrême variété de ses produits promettent à l’Amérique du sud un avenir plus brillant encore que celui de sa rivale du Nord ». Il arrive à Paris pour la première fois en 1842, tout juste pour assister aux funérailles du duc d’Orléans. Peu après, il part de Bordeaux pour un voyage commercial de quatre ans dans les « mers de l’Inde », et pousse jusqu’en Chine, où il reste quatre mois, avant de rentrer à Paris.

### Engagement politique
Après ses lointains voyages, l’amour de l’étude fixe Louis Bertrand à Paris. À cette époque, les questions posées par le socialisme attirent son attention, et il fréquente le cercle catholique radical des disciples de Philippe Buchez. Le gouvernement de Juillet laisse alors toutes les opinions, même les plus avancées, se manifester librement dans Paris. Étienne Cabet tient régulièrement, dans les bureaux du journal Le Populaire, dont il est le directeur, des séances publiques où il initie ses disciples à l’Icarie. L’égalité la plus absolue est l’idéal que prêche le dirigeant communiste. Louis Bertrand raconte : « La philosophie matérialiste du XVIIIe siècle, cette implacable négation du dogme catholique, ne pouvait avoir d’attrait pour moi ». Il rêve d'une alliance entre l’autorité du dogme et la liberté politique, entre le catholicisme et la révolution. Dans le monde des idées philosophiques, il finit par se rallier au système de Josef Hoëné-Wronski, connu sous le nom de Messianisme, qu'il considère alors comme étant la plus haute manifestation scientifique du siècle. Il raconte : « Épris de sa philosophie de l’absolu, j’ai longtemps déploré la cécité morale de nos contemporains, qui les privait de pouvoir apprécier les sublimes spéculations de M. Wronski. À cette époque, l’illustre géomètre était pour moi le flambeau de l’humanité ». Il en est là quand la révolution de 1848 le jette dans les rangs de la démocratie militante.

### Rédacteur au journalLe Populaire
Louis Bertrand est communiste icarien et rédacteur au journal socialiste Le Populaire que dirige Étienne Cabet. Ayant vécu sept ans aux États-Unis, il traduit aussi pour le journal certains articles de la presse anglophone. C’est à cette occasion qu’il s'intéresse au mormonisme. 
Dans le journal du 18 février 1849, apparaît le premier article du Populaire sur les mormons, intitulé simplement : « Mormons ». L'article, dont le début est une traduction du journal anglais Globe, contient ce qui suit : « Si les renseignements qu'on nous a communiqués sont exacts, cette colonie jouit d'une pleine prospérité. Il n'est donc point étonnant que les mormons d'Europe s'empressent de rejoindre leurs frères d'Amérique ». Il s'agit sans doute d'une allusion aux mormons de Grande Bretagne puisque William Howells, le premier missionnaire mormon en France n'arrivera que le 9 juillet 1849. Une phrase retient l'attention : « Les mormons mettent tout en commun et sont étroitement unis par les liens de la fraternité et du socialisme ». À l'époque, les Icariens du Texas (du moins une partie d'entre eux) ont émigré en Illinois où ils ont acheté, à bas prix, la ville de Nauvoo, abandonnée malgré eux par les mormons (voir L'Icarie : du rêve à la réalité). Dans le même numéro du journal, on cite une lettre d'un « socialiste américain » dont les parents habitent près de Nauvoo et qui en fait la description. On y parle de nouveau des mormons qui, « animés d'une nouvelle foi religieuse, aspiraient à créer une religion nouvelle et un nouveau culte, et à donner d'autres bases à la société ». On y fait leur éloge quant au choix de la contrée pour la construction de la ville : « Les mormons avaient des hommes très pratiques à leur tête : le choix judicieux de cette localité est une preuve évidente de leur discernement et de leur sagesse. » Enfin, apparaissent quelques renseignements sur le départ des mormons de Nauvoo : « Les mormons formaient une population de dix à douze mille âmes à Nauvoo ; la ville était belle et ornée d'un vaste temple au centre ; cet édifice avait coûté des sommes considérables. En abandonnant leur ville, ils vendirent leur propriété à vil prix, et l'endroit est resté quelque temps à peu près désert. Je pense qu'il doit y avoir beaucoup de maisons non encore occupées ou que l'on peut acquérir à bon marché. Conséquemment, il est probable que le citoyen Cabet pourra se procurer là les moyens d'y loger immédiatement les colons Icariens et les mettre à l'abri de ces dangers inévitables qui attendent l'émigrant dans un pays tout à fait neuf ». 
L'affaire sera faite et annoncée dans Le Populaire quelque temps après : « Plusieurs journaux de Paris ont annoncé d'après le Courrier des États-Unis, que le Gérant d'Icarie vient d'acquérir le célèbre temple de Nauvoo, qui appartenait naguère aux mormons, et douze acres de terrains (plus de cinq hectares) renfermant diverses constructions, moyennant la somme de 4000 liv. st. (plus de 100 000 fr.) ».
C'est dans ce même numéro que paraît, le 20 mai, le premier article signé « L.A.B. », c'est-à-dire Louis A. Bertrand, qui présente les mormons de façon plus précise. Les renseignements de Bertrand sont partiels et parfois erronés. Il fait naître Joseph Smith à Cincinnati et en fait un « modeste ouvrier typographe ». Son intérêt pour ce qu'il qualifie d'une des « Sociétés communistes américaines » tient au succès des mormons et à leurs progrès « rapides, incessants et considérables », malgré l'opposition qu'ils suscitent. Mais aussi, et surtout, parce que le mormonisme « est fondé sur les principes de la Communauté, qu'il puise sa force principale dans le dévouement et l'amour fraternel de ses nombreux adeptes, et qu'enfin il légitime son existence sur le texte même des Écritures et les préceptes évangéliques ». Et de conclure, « On voit par là combien il a d'analogie avec la doctrine Icarienne ». Cette phrase, à elle seule, pourrait expliquer sa conversion à venir. 
Enfin, paraît le premier article signé Bertrand en toutes lettres, le 4 novembre 1849. Il est inspiré par un article d'un journal anglais qui titrait, « Cabet défendu en Angleterre ». De nouveau, le 2 décembre, un autre article intitulé, « Solidarité entre tous les Socialistes », de la plume de Bertrand. L'intérêt de l'article vient justement de la façon dont Bertrand développe ses opinions politiques, en particulier sa critique corrosive de Proudhon qui vient de publier ses Confessions d'un révolutionnaire où il condamne véhémentement Robespierre. Bertrand ne mâche pas ses mots à l'encontre de celui qu'il nomme « le grand sceptique » qui, « comme aveuglé par une puissance surnaturelle, vient de tomber dans le fétichisme le plus abject : il s'adore lui-même. Jamais, non jamais énergumène ne poussa si loin la frénésie de l'orgueil et le délire de l'égoïsme ! ... Il est évident que son but unique est de faire obstacle à l'avènement du Socialisme, sous le drapeau même du Socialisme. Le fils du tonnelier, en prêchant l'individualisme et la concurrence, en niant les principes du Christianisme qui ne sont autres que ceux du Communisme, ne travaille que pour le maintien indéfini, perpétuel, des privilèges, et, par suite, de l'exploitation de l'homme par l'homme ». 
D'autres articles suivent dans le même numéro, tel celui sur l'Algérie qui précède un autre, non signé, intitulé « Mormons » et qui est une traduction du New York Tribune. On y parle du Territoire du Deseret et du désir des mormons de faire partie de la Confédération. Dès le numéro suivant on retrouve A.B. signataire de « Revue du mois ». L'âpreté avec laquelle il parle de la politique gouvernementale, ne peut que le rendre impopulaire, surtout lorsqu'il parle du président Louis Napoléon Bonaparte, « le héros de Strasbourg et de Boulogne, ce fervent Socialiste de Ham que vous savez, se sent déjà tellement dépopularisé, qu'il n'ose plus s'aventurer à passer en revue les tronçons de la garde nationale parisienne ... Un avenir prochain lui apprendra ce qu'il en coûte pour fouler aux pieds tout sentiment d'honneur national, se faire à Rome, le restaurateur du pape et de l'inquisition, ailleurs, le complice des despotes européens, et à l'intérieur, le promoteur des lois les plus oppressives ». Il n'est pas étonnant que Bertrand sera surveillé par la police. Il se montre farouchement anti-royaliste, attaché aux acquis de la Révolution française et résolument anti-bonapartiste. Il rejoint un autre des collaborateurs les plus coutumiers du journal de Cabet, Louis Krolikowski, qui exprime les mêmes opinions. Il y a à cette époque un changement de ton du journal, probablement dû à l’absence de Cabet, parti en 1849, et qui ne reviendra qu'à l'été 1851 pour défendre sa cause devant la justice. Pourtant, dans tous ses articles, Bertrand est enthousiaste vis-à-vis du « Père du Communisme ». 
Le Populaire se fait l'écho du terrible orage survenu à Nauvoo le 27 mai 1850 et qui avait dévasté le temple mormon, déjà endommagé par un incendie en octobre 1848 et que les Icariens se proposaient de restaurer : « C'est le Temple ... le Temple dont nous préparions si activement et si résolument la réédification, le Temple que nous comptions couvrir cette année et dans lequel nous devions établir nos réfectoires, nos salles de réunion, nos écoles, c'est le Temple, ce colossal monument, qui est devenu la première victime des fureurs de l'ouragan ! » Ainsi, ce célèbre édifice dont les Icariens avaient fait leur « maison commune » en octobre 1849 se trouvait irrémédiablement à l'état de ruine. 
Si la doctrine de la nouvelle Église intéresse Bertrand, il n'en dit mot. Il se contente d'écrire : « Nous ajournons cet examen, nous réservant, s'il est utile, d'exposer leurs dogmes lors de la publication en français de leur livre sacré ou code religieux, publication qui aura lieu prochainement à Paris sous le titre : Livre de Mormon ». Quelques mois plus tard, il sera lui-même l'un des principaux artisans de cette traduction et publication. La suite de l'article paraîtra le 1er novembre 1850 et citera pour l'essentiel un article paru dans les journaux américains et anglais et qui est le récit de voyage d'un new-yorkais. Probablement Bertrand trouve-t-il plus prudent de citer une autre source plutôt que de partager ses sentiments personnels en faveur des mormons. À l'époque, son attirance pour la nouvelle Église est certaine puisqu'un mois plus tard, jour pour jour, il sera plongé dans les eaux du baptême, dans la Seine. 
À partir de septembre 1850, Le Populaire a pour sous-titre « Journal de réorganisation, soutenu depuis sa fondation par le dévouement des travailleurs » et arbore cette devise : « Chacun pour tous, tous pour chacun ; de chacun selon ses moyens à chacun selon ses besoins ». 
Le 4 octobre, Bertrand signe un autre article sur les mormons dans la rubrique « Variétés ». Celui-ci est précieux pour reconstituer les événements. En effet, il déclare : « La visite récente et inattendue de trois mormons dans les bureaux du Populaire nous ayant mis à même d'obtenir de nouveaux renseignements sur quelques particularités de leur émigration et sur l'état actuel de leur colonie, nous croyons faire plaisir à nos nombreux Amis en les publiant ». Suit un récit sur les grandes étapes de la migration des mormons vers la Vallée du Lac Salé avec un grand nombre de statistiques. Il estime, d'après ses sources, à 18000 la population mormone dans la Vallée. Il y ajoute « 5 000 actuellement sur les pistes et 20 000 à Council Bluffs attendant leur départ ». Enfin, les îles Britanniques compteraient à l'époque 30 000 mormons, sachant que depuis 1841, environ 13 000 avaient déjà émigré au départ de Liverpool seulement.

### Conversion
C’est dans les bureaux du journal Le Populaire où il travaille comme rédacteur qu’en 1850 Louis Bertrand rencontre les missionnaires mormons John Taylor (alors membre du Collège des douze apôtres de l’Église de Jésus-Christ des saints des derniers jours) et Curtis Bolton. Il raconte : « Dès mes premiers entretiens avec eux, je fus frappé par la portée extraordinaire de l’œuvre qu’ils étaient chargés d’introduire en France. Ma connaissance de l’anglais me permettant de m’initier moi-même aux doctrines de la nouvelle Église, je trouvai dans leurs écrits, mais surtout dans l’ouvrage intitulé Divine Authenticity of the Book of Mormon, par Orson Pratt (1811-1881), la démonstration complète de la divinité de cette œuvre. Ces deux premiers apôtres qui touchèrent le sol de France étaient MM. John Taylor et Curtis Bolton. Toutes les questions, toutes les objections que je leur posai furent éclaircies ou réfutées à mon entière satisfaction. Après trois mois d’étude et de sérieuses réflexions, j’acceptai le baptême ».
Le 1er décembre 1850, John Taylor baptise Louis Bertrand dans la Seine à l'île de Saint-Ouen. Le 8 décembre de la même année, Louis Bertrand est ordonné prêtre. Le 20 décembre 1851, il est ordonné grand prêtre et devient président du district de Paris et premier conseiller du président de la mission française, Curtis Bolton puis Andrew L. Lamoreaux.

### Rencontre avec Victor Hugo
En 1852, Victor Hugo, en exil, arrive à Jersey. À l'époque, le siège de la mission française de l'Église de Jésus-Christ des saints des derniers jours est à Jersey[réf. nécessaire] et Louis Bertrand est conseiller du président de mission, Andrew L. Lamoreaux. Pendant un séjour à Jersey, Louis Bertrand rend visite à Victor Hugo et aux autres réfugiés. Ceux-ci semblent l'écouter avec attention, mais être trop préoccupés par les questions politiques et la révolution à venir pour penser à l'Évangile de Jésus-Christ. Cependant, Victor Hugo réside à Jersey durant une période où le mormonisme connaît un réel succès (le 24 juillet 1853, une conférence tenue à Saint-Hélier, à Jersey, réunit 337 mormons dont 48 de France, les autres des îles Anglo-Normandes) et les dimensions de l'île favorisent le contact entre ses habitants. Ce contact avec les mormons laissera quelques traces dans l’œuvre de Victor Hugo. C'est à l'époque de son séjour à Jersey qu'il écrit : 
« Pour les Anglais, je suis shocking, excentric, improper. Je mets ma cravate sans correction. Je me fais raser chez le barbier du coin, ce qui, au XVIIe siècle, à Valladolid, m'eût donné l'air d'un grand d'Espagne et, au XIXe, en Angleterre, me donne l'air d'un workman (travailleur, ce qui est le plus méprisé en Angleterre) ; je heurte le cant ; j'attaque la peine mort, ce qui n'est pas respectable. Je dis 'Monsieur' à un lord, ce qui est impie ; je ne suis point catholique, point anglican, point luthérien, point calviniste, point juif, point méthodiste, point wesleyen, point mormon : donc athée. De plus, Français, ce qui est odieux ; républicain, ce qui est abominable ; proscrit, ce qui est repoussant ; vaincu, ce qui est infâme ; poète, pour couronner la chose. De là, peu de popularité... »
— Alain Decaux, Victor Hugo, Librairie académique Perrin, Paris, 1984, p. 855
Dans son poème sur Dieu où il fait l'énumération des images de Dieu où il ne le reconnaît point, Victor Hugo écrit :
« Est-ce du Dieu qu'on voit à Versailles monter
Aux carrosses du roi, bien né, suivant les modes,

Rendant aux Montespans les Bossuets commodes,

Dieu de cour, Dieu de ville, avec soin expurgé

De toute humeur brutale et de tout préjugé ;

...

Ou parles-tu du Dieu jugeur ? rare lubie !

Dieu chancelier, portant perruque in folio,

Vidant le procès Homme et l'Être imbroglio !

Dieu président, siégeant dans l'univers grand'chambre,

Jugeant l'âme, et baillant, sous un ciel de décembre,

Entre l'avocat ange et l'avocat démon ?

Dis, est-ce le Dieu guèbre, est-ce le Dieu mormon

Qu'il te faut ? Ou le Dieu qui fit rouer Labarre ? »
— Victor Hugo, Dieu, Œuvres complètes, Ed. Rencontre, Lausanne, 1968, vol. 25, pp. 226-227

### Émigration
En 1854-55, Louis Bertrand émigre aux États-Unis où il rejoint les saints des derniers jours au Grand Lac Salé. Il y restera quatre ans avant d'être appelé comme président de la mission française par Brigham Young, président de l'Église.

### Président de mission
Le 10 décembre 1859, Louis Bertrand revient à Paris pour présider la mission française de l'Église de Jésus-Christ des saints des derniers jours. Il est à la fois le premier Français comme missionnaire mormon et le premier Français comme président de mission dans cette Église.
Le 23 janvier 1863, il écrit à Brigham Young une lettre dans laquelle il mentionne la création d'« une petite branche florissante à Bordeaux ». Il est cependant découragé par le peu de succès de sa mission : « Une expérience de plus de trois ans m'a appris qu'il n'y avait rien à espérer des Français incroyants : ils sont spirituellement morts ». 
L'année suivante, sur le point de terminer sa mission, il écrit à Brigham Young, à la date du 26 juin 1864 : « Le manque de liberté religieuse a été le grand empêchement de mes travaux en France. Voici une toute nouvelle preuve de mes dires : Frère Renart, le président de la branche de Bordeaux, a été récemment condamné à six jours d'emprisonnement et sa magnifique presse a été détruite par la police de cette ville importante. Telle est la liberté dont nous jouissons actuellement sous la dynastie impériale ». La mission est fermée la même année et ne sera rouverte qu'en 1912.

### Deuxième voyage jusqu'au Grand Lac Salé
En juin 1864, Louis Bertrand quitte la France pour rentrer chez lui en Utah où il mourra en 1875.

## Publications

### Épisodes de chasse au cap de Bonne-Espérance
En 1846 ou 1847, après son séjour en Chine, Louis Bertrand publie quelques pages de son autobiographie, sous le titre : Épisodes de chasse au cap de Bonne-Espérance. Il fera mention de cette publication dans l'Avant-propos de son ouvrage Mémoires d'un mormon, mais sans donner le nom de l'éditeur.

### Presse
En tant que rédacteur pour le journal socialiste Le Populaire que dirige Étienne Cabet, Louis Bertrand rédige divers articles sur la politique de l'époque. Lorsqu'en 1861 Jules Rémy publie Voyage au pays des mormons, Louis Bertrand répond à ce livre par la publication de plusieurs articles dans La Revue contemporaine.

### Mémoires d'un mormon
En 1862, Louis Bertrand rassemble ses articles publiés dans La Revue contemporaine sous le titre Mémoires d’un mormon.
Dans Mémoires d'un mormon, Louis Bertrand interpelle ses compatriotes français. L'ouvrage révèle l'éclectisme, la verve, l'indépendance d'esprit et la personnalité intrépide de l'auteur. Son ouvrage démontre qu'il a su pénétrer le cœur du mormonisme. La singularité de son témoignage est d'être une description du mormonisme vu de l'intérieur par un Français, journaliste de profession, au milieu du XIXe siècle.

#### Détails de l'édition
Page de titre : Mémoires d’un mormon, par L.A. Bertrand, Collection Hetzel, E. Dentu, libraire, Palais-Royal, Galerie d'Orléans, 15 et 17.
Imprimeur : Paris - Imprimerie A. Wittersheim, 8, rue Montmorency.

#### Commentaire de l'éditeur
L'éditeur de Mémoires d'un mormon, écrit dans sa préface au livre de Louis Bertrand, édité en 1862 :
« Plusieurs expositions ou apologies du mormonisme ont déjà paru en Amérique, en Angleterre et dans d’autres pays. Mais l’ouvrage que nous publions aujourd’hui est le premier livre français, émanant d’un de nos compatriotes, adepte fervent de la foi nouvelle. Aucun des écrivains qui ont parlé chez nous des mormons n’était placé dans une condition semblable pour rendre compte de ce qui se passe chez eux ; presque tous avaient emprunté leurs renseignements à des transfuges, ou à des ennemis déclarés des disciples de Joseph Smith. Il peut donc être intéressant et même utile d’entendre sur ce sujet la voix d’un homme convaincu, et d’admettre, ne fût-ce qu’à titre de curiosité, le témoignage naïf d’un croyant. L’auteur de ces Mémoires a vécu plusieurs années parmi ses coreligionnaires ; il a été le témoin oculaire d’une partie des événements qu’il raconte, et quelque jugement qu’on porte sur ses convictions religieuses et politiques, on ne saurait refuser à son récit un caractère marqué de candeur et de loyauté. Nous faisons donc appel en sa faveur à l’attention impartiale du public français. C’est ici le cas d’appliquer le principe sacré de la libre défense des accusés, et d’accorder au moins une fois la parole à un mormon, pour qu’il nous expose à son point de vue des faits qui ne nous étaient connus jusqu’ici que par des appréciations railleuses et hostiles. »